# Odlotowa małolata
Odlotowa małolata (ang. Maybe It's Me, 2001–2002) – serial telewizyjny amerykańskiej sieci telewizyjnej The WB w reżyserii Bryana Gordona. Serial można było oglądać w Polsce w telewizji TVN 7.

## Fabuła
Serial koncentrował się na życiu nastolatki, Molly Stage (granej przez Reagan Dale Neis) i jej ekscentrycznej, często wpadającej w kłopoty rodziny, którą stanowili rodzice (oszczędna mama, grana przez Julię Sweeney oraz mający obsesję na punkcie piłki nożnej tata, grany przez Freda Willarda), dwójka braci, siostry bliźniaczki i babcia.

## Tytuł
Produkcja w wersji roboczej, podczas przygotowywania pierwszego sezonu miała być zatytułowana Maybe I'm Adopted (Może jestem adoptowana), jednak ze względu na negatywne skojarzenia ostatecznie zmieniono jej nazwę. 

## Obsada
- Reagan Dale Neis – Molly Stage
- Patrick Levis – Grant Stage
- Andrew Walker – Rick Stage
- Daniella Canterman – Mindy Stage
- Deanna Canterman – Cindy Stage
- Julia Sweeney – Mary Stage
- Fred Willard – Jerry Stage
- Ellen Albertini Dow – babcia Harriet Krupp
- Dabbs Greer – dziadek Fred Stage #1 (15 odcinków)
- Walter Marsh – dziadek Fred Stage #2 (9 odcinków)
- Vicki Davis – Mia
- Shaun Sipos – Nick Gibson

## Lista odcinków
|     | Numer | Tytuł                             |
| --- | ----- | --------------------------------- |
| 1.  | 1.01  | The Pilot                         |
| 2.  | 1.02  | The Hair Episode                  |
| 3.  | 1.03  | The Cheerleader Episode           |
| 4.  | 1.04  | The Halloween Episode             |
| 5.  | 1.05  | The Birthday Episode              |
| 6.  | 1.06  | The Magic CD Episode              |
| 7.  | 1.07  | The Mini-Jerry Episode            |
| 8.  | 1.08  | The Exchange-Student Episode      |
| 9.  | 1.09  | The Lunch Lady Episode            |
| 10. | 1.10  | The Romeo & Juliet Episode        |
| 11. | 1.11  | The Snow Day Episode              |
| 12. | 1.12  | The Dutch Heritage Episode        |
| 13. | 1.13  | The Fever Episode                 |
| 14. | 1.14  | The Wedding and a Funeral Episode |
| 15. | 1.15  | The Video Episode                 |
| 16. | 1.16  | The Baby Episode                  |
| 17. | 1.17  | The Crazy-Girl Episode            |
| 18. | 1.18  | The Lab Partner Episode           |
| 19. | 1.19  | The Rick's in Love Episode        |
| 20. | 1.20  | The Quahog Festival Episode       |
| 21. | 1.21  | The Prom Episode, Part 1          |
| 22. | 1.22  | The Prom Episode, Part 2          |